# Mount Morris (Pensilvania)
Mount Morris es un área no incorporada ubicada en el condado de Greene en el estado estadounidense de Pensilvania. Mount Morris se encuentra ubicada a lo largo de la Interestatal 79 cerca de la línea estatal con el estado de Virginia Occidental.

## Geografía
Mount Morris se encuentra ubicada en las coordenadas 39°43′59″N 80°04′04″O / 39.73306, -80.06778.